# Parafia Wniebowzięcia Najświętszej Maryi Panny w Łowyniu
Parafia Wniebowzięcia Najświętszej Maryi Panny w Łowyniu – rzymskokatolicka parafia w Łowyniu, należąca do dekanatu międzychodzkiego. Powstała w 1924 roku.

## Zasięg parafii

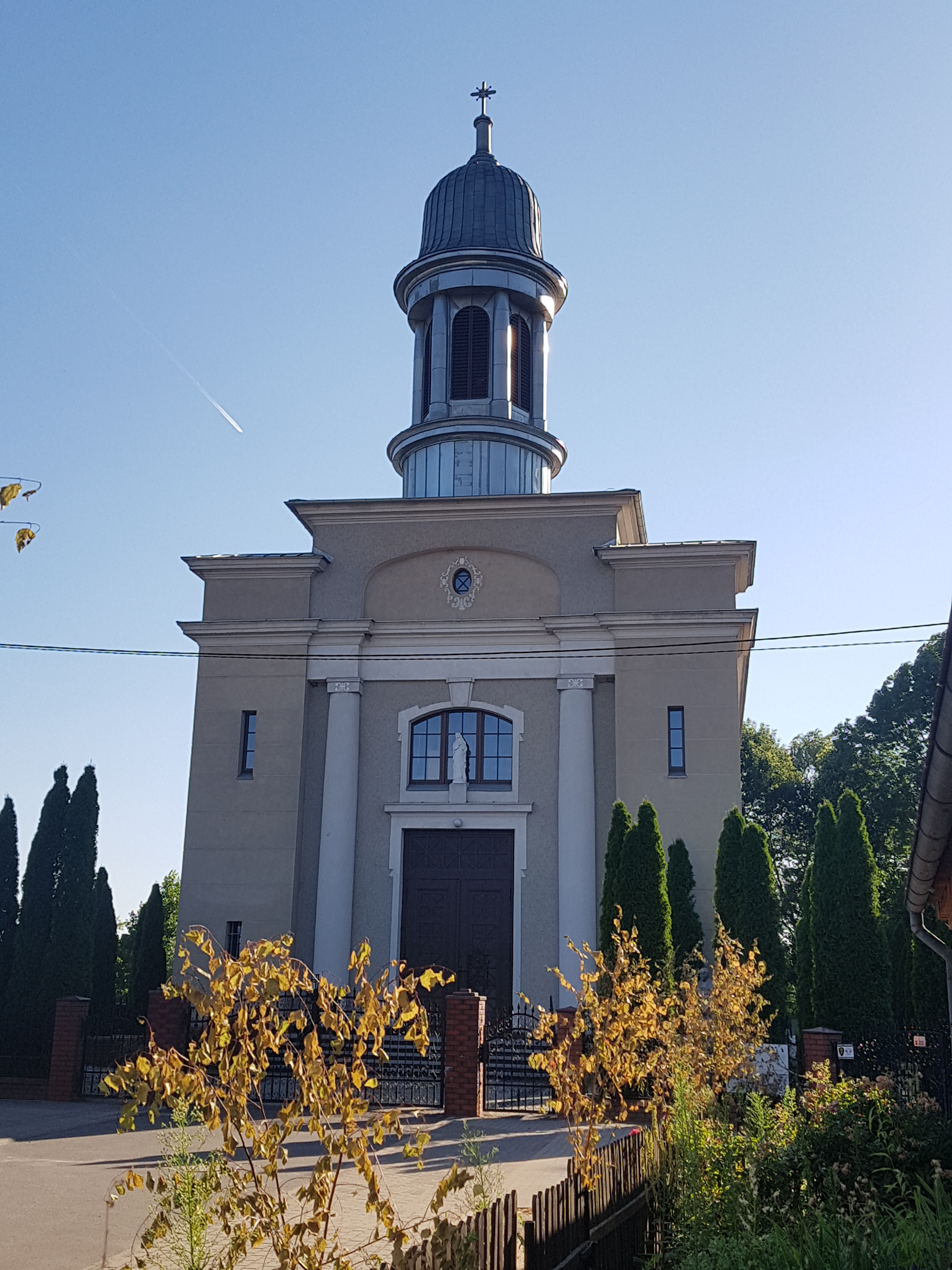
Budynek kościoła parafialnego

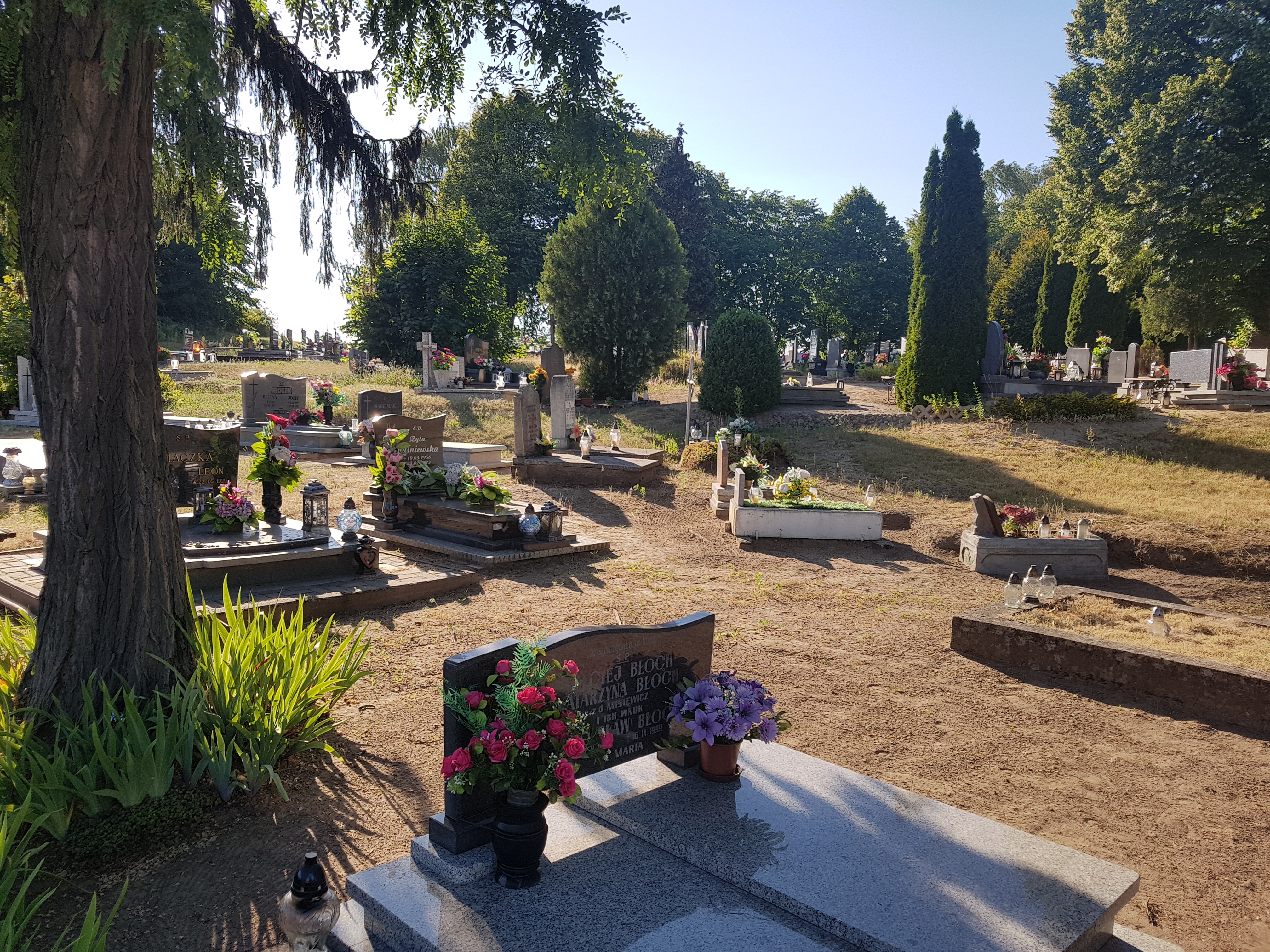
Cmentarz parafialny

Do parafii należą tylko wierni ze wsi Łowyń. W 2009 roku parafia liczyła 721 osób.